# Malaxis intermedia
Malaxis intermedia är en orkidéart som först beskrevs av Achille Richard, och fick sitt nu gällande namn av Gunnar Seidenfaden. Malaxis intermedia ingår i släktet knottblomstersläktet, och familjen orkidéer. Inga underarter finns listade i Catalogue of Life.